# Niponius canalicollis
Niponius canalicollis är en skalbaggsart som beskrevs av Lewis 1901. Niponius canalicollis ingår i släktet Niponius och familjen stumpbaggar. Inga underarter finns listade i Catalogue of Life.